# Syzygium kerstingii
Syzygium kerstingii là một loài thực vật có hoa trong Họ Đào kim nương. Loài này được Engl. miêu tả khoa học đầu tiên năm 1917.